# 풀 레이트
풀 레이트(Full Rate, FR), 일명 GSM-FR 또는 GSM 06.10 (가끔 간단히 GSM)은 GSM 디지털 휴대 전화 시스템에서 사용된 최초의 디지털 음성 부호화 표준이다. 이는 선형 예측 부호화 (LPC)를 사용한다. 코덱의 비트 레이트는 13 kbit/s, 또는 1.625 비트/오디오 샘플이며 (종종 33 바이트/20 ms 또는 13.2 kbit/s로 패딩된다), 코딩된 음성의 품질은 현대 표준에 비하면 상당히 떨어진다. 하지만 개발 당시(1990년대 초)에는 계산 복잡성과 품질 사이에서 좋은 타협점이었으며, 초당 약 백만 번의 덧셈과 곱셈만 필요했다. 이 코덱은 전 세계 네트워크에서 여전히 널리 사용되고 있다. 점차적으로 FR은 Enhanced Full Rate (EFR) 및 AMR (코덱) (AMR) 표준으로 대체될 예정인데, 이들은 더 낮은 비트 레이트에서 훨씬 더 높은 음성 품질을 제공한다.

## 기술
GSM-FR은 ETSI 06.10 (ETS 300 961)에 명시되어 있으며 RPE-LTP (Regular Pulse Excitation - Long Term Prediction) 음성 부호화 패러다임에 기반을 두고 있다. 다른 많은 선형 예측 부호화 (LPC) 음성 코덱과 마찬가지로, 합성 필터에는 선형 예측이 사용된다. 그러나 대부분의 현대 음성 코덱과 달리 선형 예측의 차수는 8에 불과하다. 현대 협대역 음성 코덱에서는 일반적으로 차수가 10이고 광대역 음성 코덱에서는 일반적으로 차수가 16이다.
음성 인코더는 8 kHz 샘플 레이트에서 13비트 선형 PCM을 받는다.
이는 전화나 컴퓨터의 아날로그-디지털 변환회로에서 직접 오거나, PSTN의 G.711 8비트 비선형 A 법칙 알고리즘 또는 뮤 법칙 알고리즘 PCM에서 룩업 테이블을 통해 변환될 수 있다.
GSM에서 인코딩된 음성은 GSM 05.03에 명시된 채널 인코더로 전달된다. 수신 방향에서는 역작업이 수행된다.
코덱은 20ms에 걸쳐 160개의 샘플 프레임에서 작동하므로, 이는 무한히 빠른 CPU와 제로 네트워크 지연을 가정하더라도 가능한 최소 트랜스코더 지연이다. 운영 요구 사항은 트랜스코더 지연이 30ms 미만이어야 한다는 것이다. 트랜스코더 지연은 160개 샘플의 음성 프레임이 인코더 입력에서 수신된 시점과 해당 160개 재구성된 음성 샘플이 8 kHz 샘플 레이트로 음성 디코더에 의해 출력된 시점 사이의 시간 간격으로 정의된다.

## 구현
무료 libgsm 코덱은 GSM 풀 레이트 오디오를 인코딩 및 디코딩할 수 있다. "libgsm"은 1992년부터 1994년까지 당시 베를린 공과대학교의 유타 데게너와 카르스텐 보르만에 의해 개발되었다. GSM 음성 프레임이 32.5바이트이므로, 이 구현은 또한 GSM 프레임의 33바이트 니블 패딩 표현을 정의했다 (이는 초당 50 프레임의 속도에서 GSM 비트 레이트가 13.2 kbit/s라는 잘못된 주장의 기반이 된다). 이 코덱은 와인 (소프트웨어)에 컴파일되어 GSM 오디오를 지원할 수도 있다.
libgsm 기반의 순수 GSM 06.10용 윈앰프 플러그인도 있다.
GSM 06.10은 VoIP 소프트웨어에서도 사용되며, 예를 들어 Ekiga, QuteCom, Linphone, 아스테리스크 (PBX), Ventrilo 등에서 사용된다.

## 같이 보기
- 하프 레이트 (Half Rate)
- AMR (코덱) (AMR)
- 적응 다중 속도 광대역 (AMR-WB)
- 오디오 코딩 포맷 비교
- RTP 오디오 비디오 프로파일